# Puruca (cheval)
Pour les articles homonymes, voir Puruca.
Le Puruca (portugais : Puruca) est une race de poneys originaire de l'île de Marajó, située à l'embouchure du fleuve Amazone, dans le Nord du Brésil. Il provient principalement de croisements entre des étalons Shetland amenés au XIXe siècle, et les chevaux locaux déjà présents, de race Marajoara. Ces petits chevaux sont historiquement surtout utilisés localement pour la conduite du bétail, et font désormais des montures pour les enfants. Ils sont régulièrement victimes d'épidémies d'anémie infectieuse équine. Avec moins de 1 000 individus recensés, la race est rare.

## Histoire
D'après la base de données DAD-IS, cette race est aussi connue sous le nom anglais de Puruca mini-horse, soit « mini-cheval Puruca » en français. Elle n'est pas mentionnée dans l'édition de 2016 de l'encyclopédie de CAB International, mais figure dans celle de Delachaux et Niestlé, Tous les chevaux du monde (2014), ainsi que dans DAD-IS. Elle ne doit pas être confondue avec le Piquira.
Le Puruca provient d'étalons poney Shetland (trois, ou neuf) importés depuis la France vers l'île de Marajó à la fin du XIXe siècle, puis surtout croisés avec la race locale,,.
Le Puruca est classé comme race « exotique » en vertu de la régulation du ministère de l'agriculture brésilien. Par ailleurs, il ne dispose pas de stud-book.

## Description
D'après le Guide Delachaux, la taille est très réduite, puisque les juments toisent de 1 m à 1,16 m, et les mâles de 1,10 m à 1,18 m. 
La tête présente un profil rectiligne ou convexe, de grands yeux, et est surmontée de petites oreilles. Le garrot est assez plat. Le poitrail est large, les épaules sont inclinées. Le dos est court. La croupe est longue et musclée, avec une légère inclinaison. Les membres sont musclés et courts, terminés par de petits pieds durs. Crinière et queue sont abondantes et soyeuses. 
Les robes sont diversifiées.
Le Puruca témoigne d'une excellente adaptation aux conditions climatiques de son biotope d'implantation, et est bien connu pour sa résistance et sa rusticité. C'est un poney calme mais qui déploie de l'énergie, doté d'allures confortables. 
La race est néanmoins exposée à des épidémies régulières d'anémie infectieuse équine.
Une étude de diversité génétique comparée entre les races Marajoara et Puruca montre que la diversité génétique du premier est légèrement meilleure que celle du second. Cela découle probablement de la plus grande population fondatrice chez la race Marajoara, par comparaison au Puruca. Cinq haplotypes différents ont été trouvés chez une population de dix chevaux Puruca.

## Utilisations
Il est principalement employé en équitation de travail, et tout particulièrement apprécié par les éleveurs de bétail locaux, qui s'en servent pour diriger leurs troupeaux de bovins et de buffles,. Il fait une bonne monture pour les enfants.

## Diffusion de l'élevage

Localisation de l'île de Marajó au Brésil.

La race est indiquée comme locale, et comme d'origine exotique, située dans le Nord du Brésil, d'après la base de données DAD-IS. Elle est propre à l'île de Marajó. 
Il n'existe pas de relevé de population, mais l'auteure du guide Delachaux estime (en 2014) que l'effectif est inférieur à 1 000 individus, entraînant une menace d'extinction en raison de croisements extérieurs. 
L'étude menée par l'Université d'Uppsala, publiée en août 2010 pour la FAO, signale le Puruca comme race de chevaux sud-américaine locale, dont le niveau de menace est inconnu.
Du plasma germinatif est conservé sous la supervision de l'EMBRAPA d'Amazonie orientale, à des fins de recherche.